# Багачевський ліцей №2
Багачевський ліцей № 2 Багачевської міської ради Черкаської області — ЗЗСО у місті Багачеве Черкаської області.

## Історія
Школа була засновані 1950 року і до 1985 року була середньою. Потім отримала статус загальноосвітньої середньої. Того ж року вона переїхала до новозбудованої будівлі, де знаходиться і сьогодні. Того ж таки 1985 року у школі було засновано музей генерала М. Ф. Ватутіна.
Постановою кабміну від 4 серпня 1997 року № 818 школі було присвоєно звання генерала Ватутіна. 2005 року школа отримала сучасну назву. Нещодавно у школі відкрився музеї народознавства, де зібрана велика колекція старожитностей.
30 червня 2023 року в рамках процесу деколонізації школа перестала бути імені генерала М. Ф. Ватутіна.

### Директори
- 1950—1954 — Руденко Василь Костянтинович
- 1954—1956 — Гусак А. П.
- 1956—1958 — Коваль Г. С.
- 1958—1961 — Заховайко Панас Дмитрович
- 1961—1967 — Трубін Іван Авдійович
- 1967—1969 — Мазуренко Адольф Савович
- 1969—1974 — Левчук Лідія Якимівна
- 1974—1978 — Сидоренко Олександр Арсентійович
- 1978—2001 — Мелашенко Петро Мусійович
- 2001—2009 — Козубенко Наталія Петрівна
- 2010—2012 — Залізна Тетяна Іванівна
- 2012—2015 — Глобін Юрій Миколайович
- 2015—2016 — Залізна Тетяна Іванівна
- 2017—2021 — Глобін Юрій Миколайович
- з 2021 року — Дзірун Тетяна Петрівна

## Педагогічний колектив
На сьогодні у ліцеї працює педагогічний колектив із 52 учителів, з яких звання «вчитель-методист» мають 4, звання «старший вчитель» — 7, звання «відмінник освіти» — 1. 16 педагогів мають вищу категорію, 6 — першу категорію, 7 — другу категорію.